# Masashi Kishimoto
Masashi Kishimoto (岸本 斉史, Kishimoto Masashi) (født 8. november 1974 i Nagi) er en japansk mangakategner, der primært er kendt for sin populære mangaserie Naruto og Naruto Shippuden, der også er omsat til anime og videospil.